# Bow Glacier
Bow Glacier är en glaciär i Kanada.   Den ligger i provinsen Alberta, i den centrala delen av landet, 3 000 km väster om huvudstaden Ottawa. Bow Glacier ligger 2 345 meter över havet.
Terrängen runt Bow Glacier är bergig österut, men västerut är den kuperad. Trakten runt Bow Glacier är nära nog obefolkad, med mindre än två invånare per kvadratkilometer.. Det finns inga samhällen i närheten. 
Trakten runt Bow Glacier är permanent täckt av is och snö.